# Morkkasaari
Morkkasaari är en ö i Finland. Den ligger i sjön Javarusjärvi och i kommunen Kemijärvi i den ekonomiska regionen  Östra Lapplands ekonomiska region  och landskapet Lappland, i den norra delen av landet, 800 km norr om huvudstaden Helsingfors. Öns area är 0,5 hektar och dess största längd är 130 meter i öst-västlig riktning.